# Lichtschacht (Bautechnik)

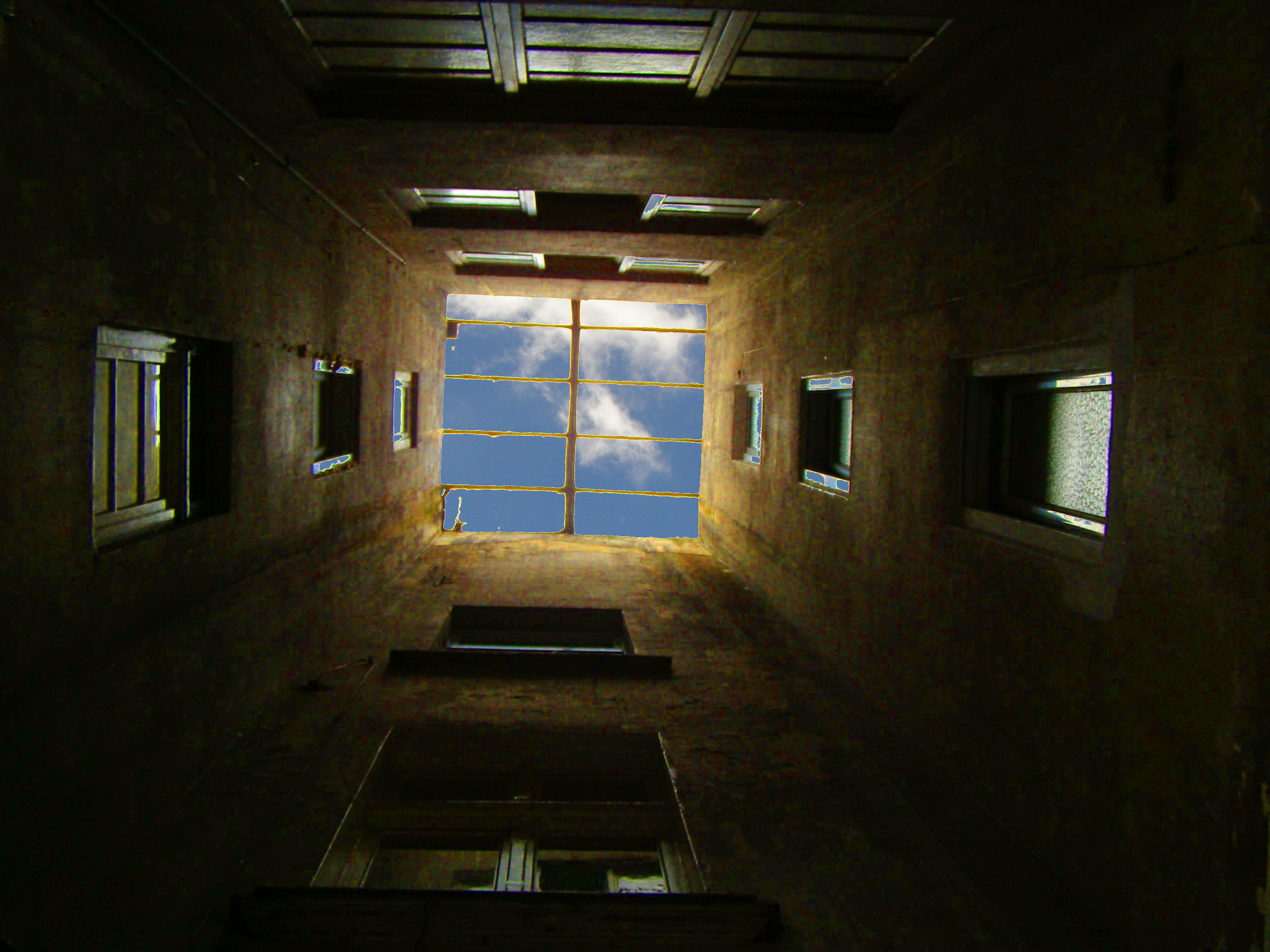
Ein als Lichtschacht dienender Innenhof

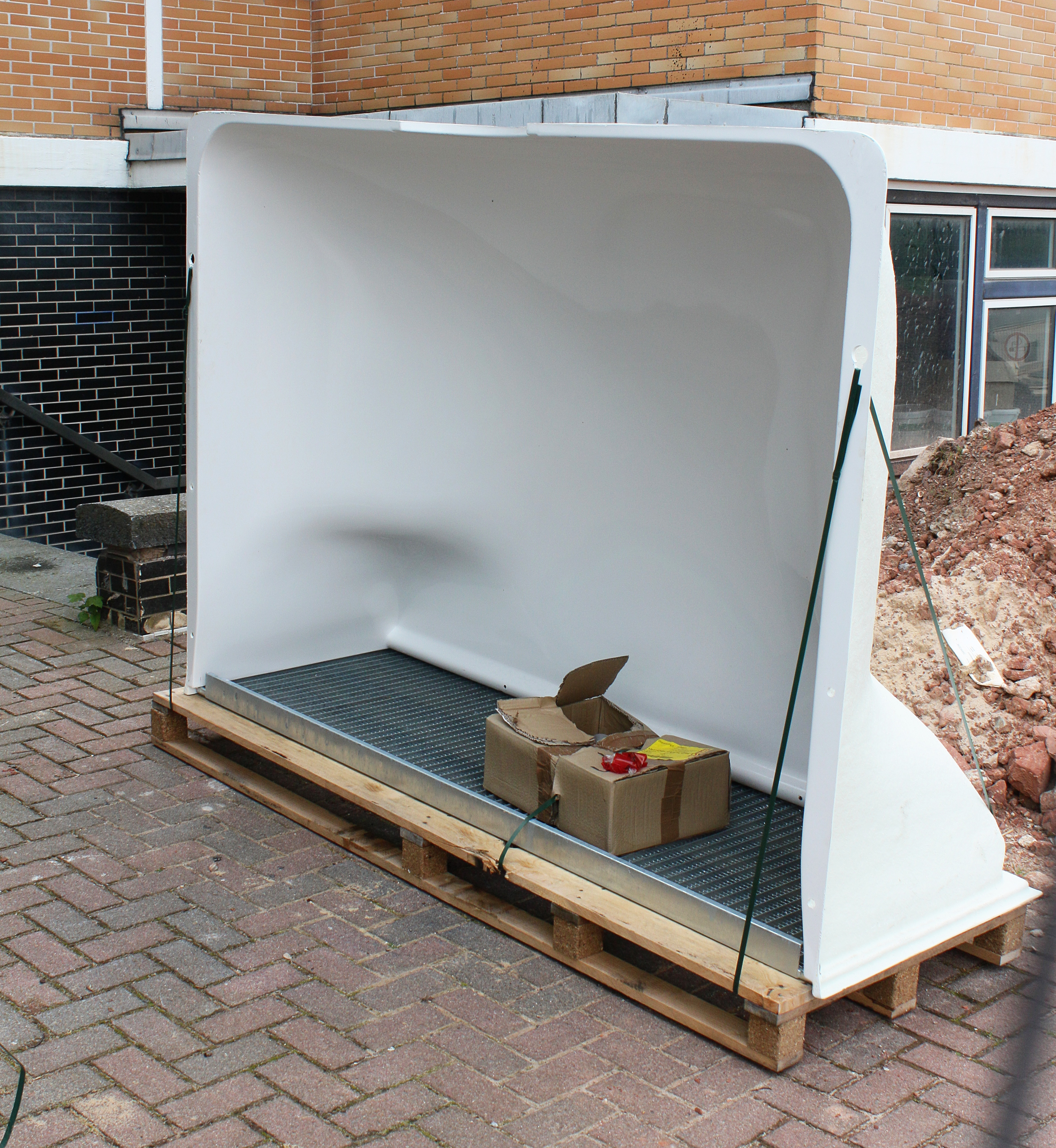
Vorgefertigter Lichtschacht aus GFK mit verzinktem Abdeckrost, hier auf dem Kopf stehend

Als Lichtschacht wird im Bauwesen ein oben offenes oder lichtdurchlässig abgedecktes, schachtartiges Gebäudeteil bezeichnet. Es dient zur Belichtung von Fenstern, die sich in den Schachtwänden befinden oder von Räumen, die sich zum Schacht hin öffnen, sowie der Zufuhr von Frischluft.

## Kellerlichtschacht
Ein Kellerlichtschacht ist ein notwendiges Bauteil vor einem Kellerfenster, das unterhalb des umgebenden Terrains liegt. Der Schacht ermöglicht den Tageslichteinfall und einen Luftaustausch in Kellerräumen.
Meist besteht der Lichtschacht aus einem Fertigteil aus Beton, Stahlbeton oder glasfaserverstärktem Kunststoff (GFK). Zur Abführung von bspw. Niederschlagswasser wird der Lichtschacht üblicherweise mit einer Drainage versehen. Für eine höhere Lichtausbeute sind die Seitenwände des Schachts oft hell gehalten. Zumeist werden Kellerlichtschächte mit einem betretbaren Stahlgitterrost oder mit einer stabilen Glasplatte abgedeckt.
Kellerlichtschächte, die zugleich als Fluchtweg dienen, haben eine entsprechend größere Bauweise.
Kellerlichtschächte, die in potentiellen Überschwemmungsgebieten genutzt werden, müssen hochwassersicher gefertigt sein.   

## Innenlichtschacht
Innenlichtschächte sind Teil des Gebäudes, die Licht in die unteren Geschosse lenken sollen. Zylinderförmige und frei im Raum stehende Lichtschächte werden auch als Lichtröhre bezeichnet.
Größere Lichtschächte in der Art eines Innenhofs heißen Lichthof. 
Auch Treppenhäuser können als Lichtschaft genutzt werden, indem angrenzenden Räumen über Dach- und Wandverglasungen Licht zugeführt wird.

## Abdeckungen
Um den Eintritt von Kaltluft, Niederschlag, Schall und Staub zu unterbinden, werden Lichtschächte häufig mit einer transluzenten Abdeckung bzw. einem Glasdach verschlossen.
Wenn Lichtschächte sich unter Fahr- und Gehwegen befinden, müssen sie mit begeh- bzw. befahrbaren Abdeckungen versehen werden. Häufig werden hierfür Gitterroste verwendet.
Es gibt verschiedene Lösungen, den darunterliegenden Raum zusätzlich vor Feuchtigkeit und Verschmutzung zu schützen:
- Betonglas-Elemente
- mehrfach laminierte Verbundglasscheiben mit einer Stärke von ca. ein bis sechs Zentimetern
- transparente Acrylglasplatten
- transluzente Kunststoffplatten aus Faserverbundkunststoff.

Lichtplatten aus Fiberglas zur Abdeckung von Lichtschächten
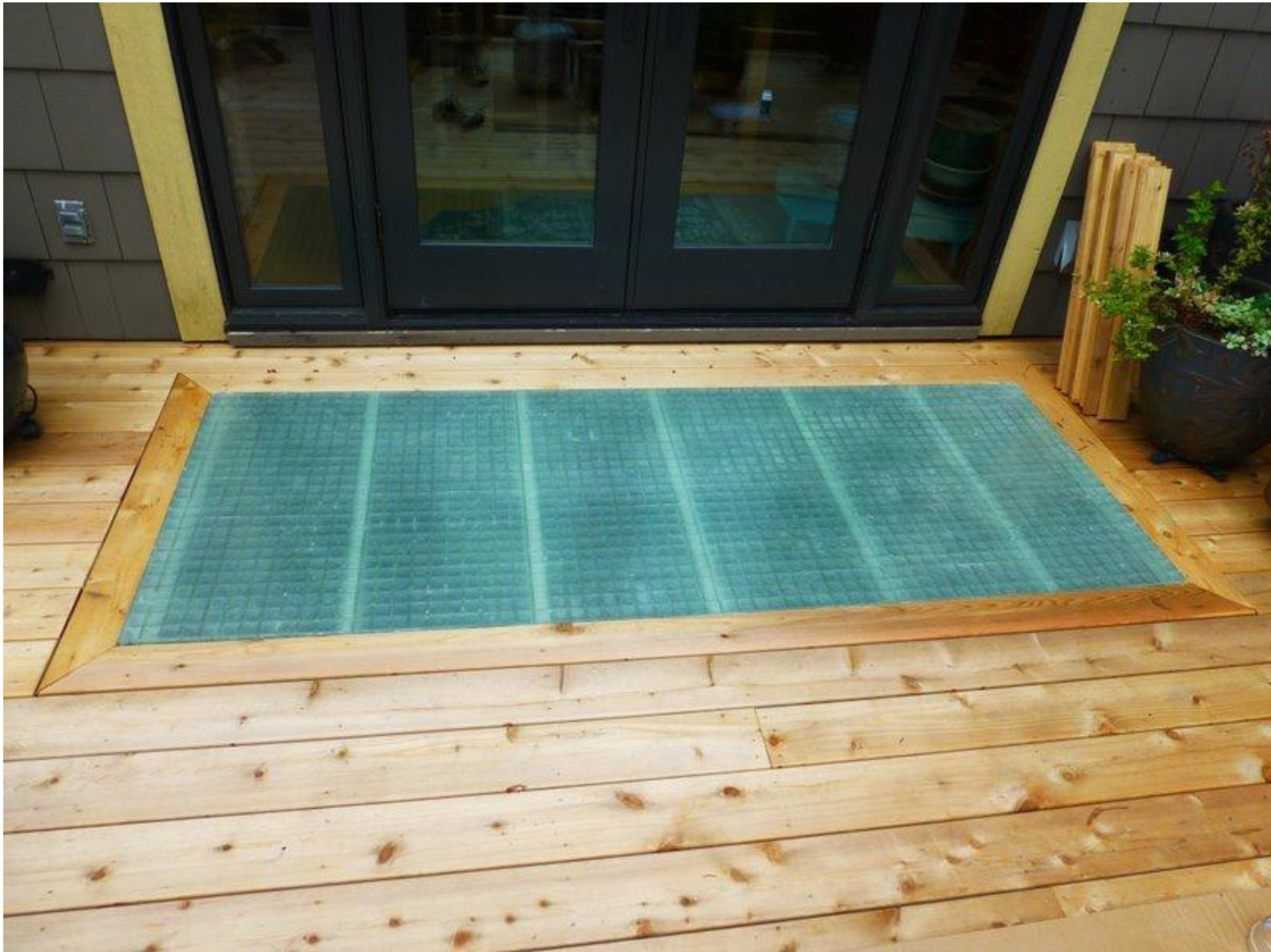
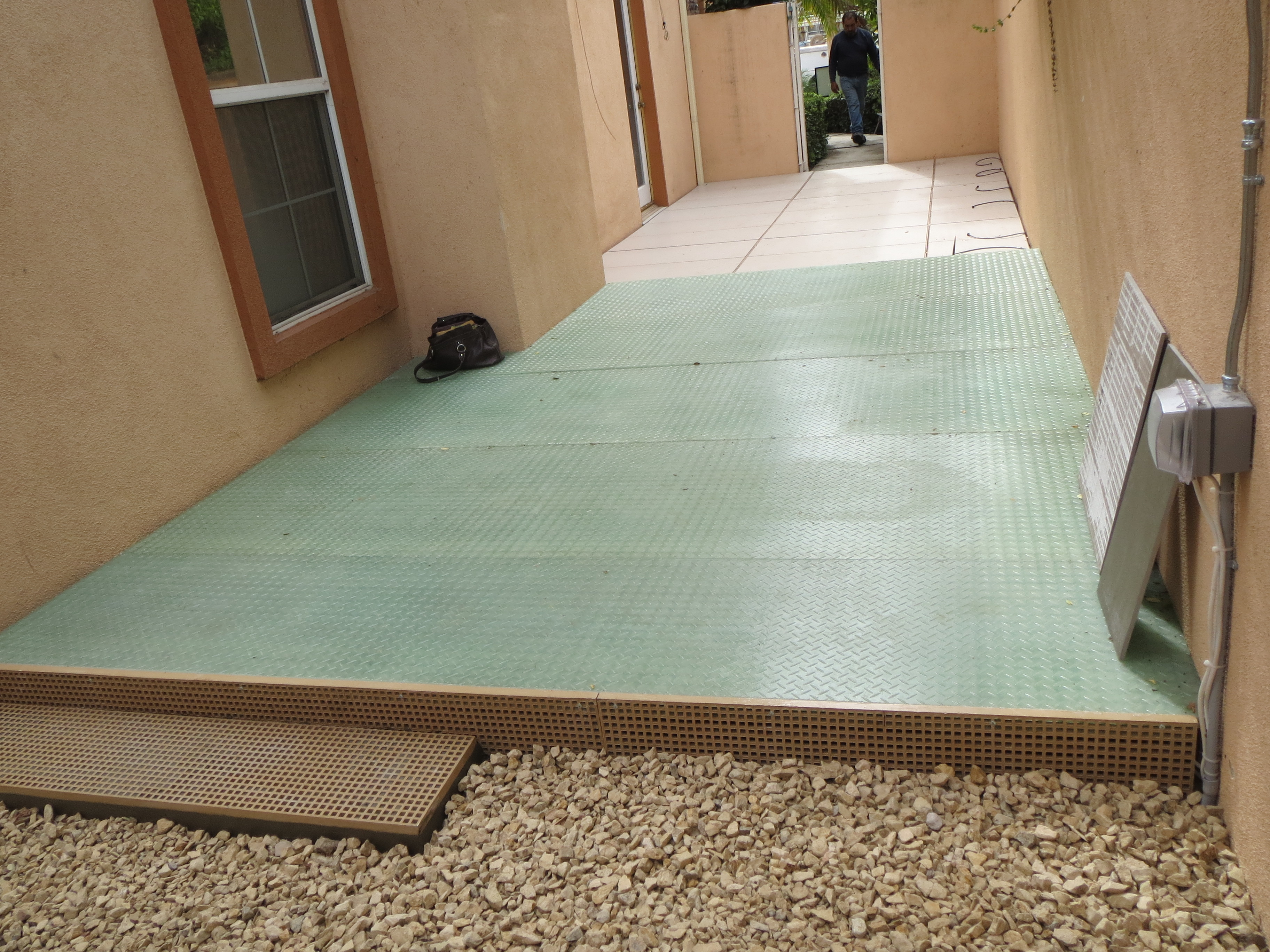
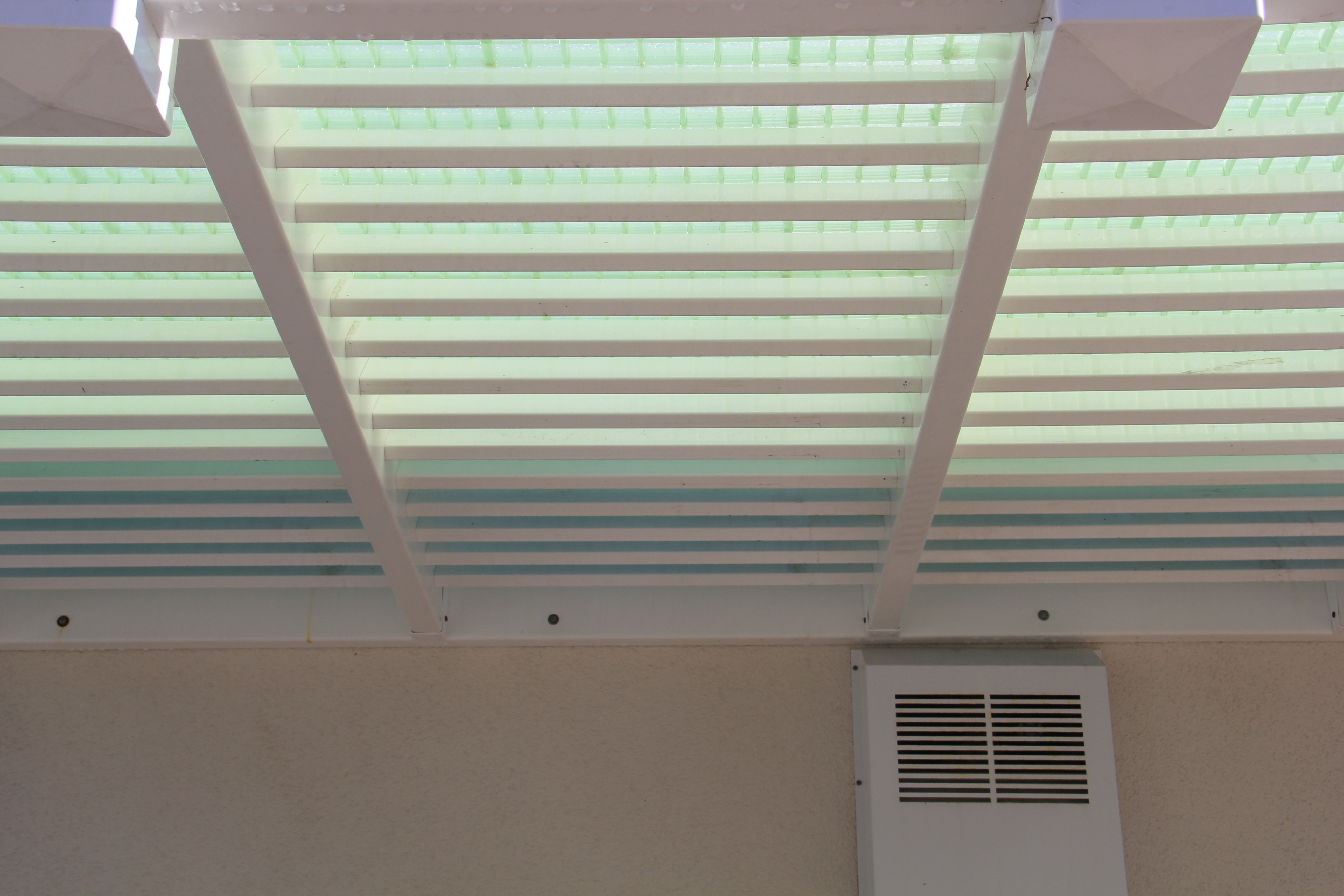
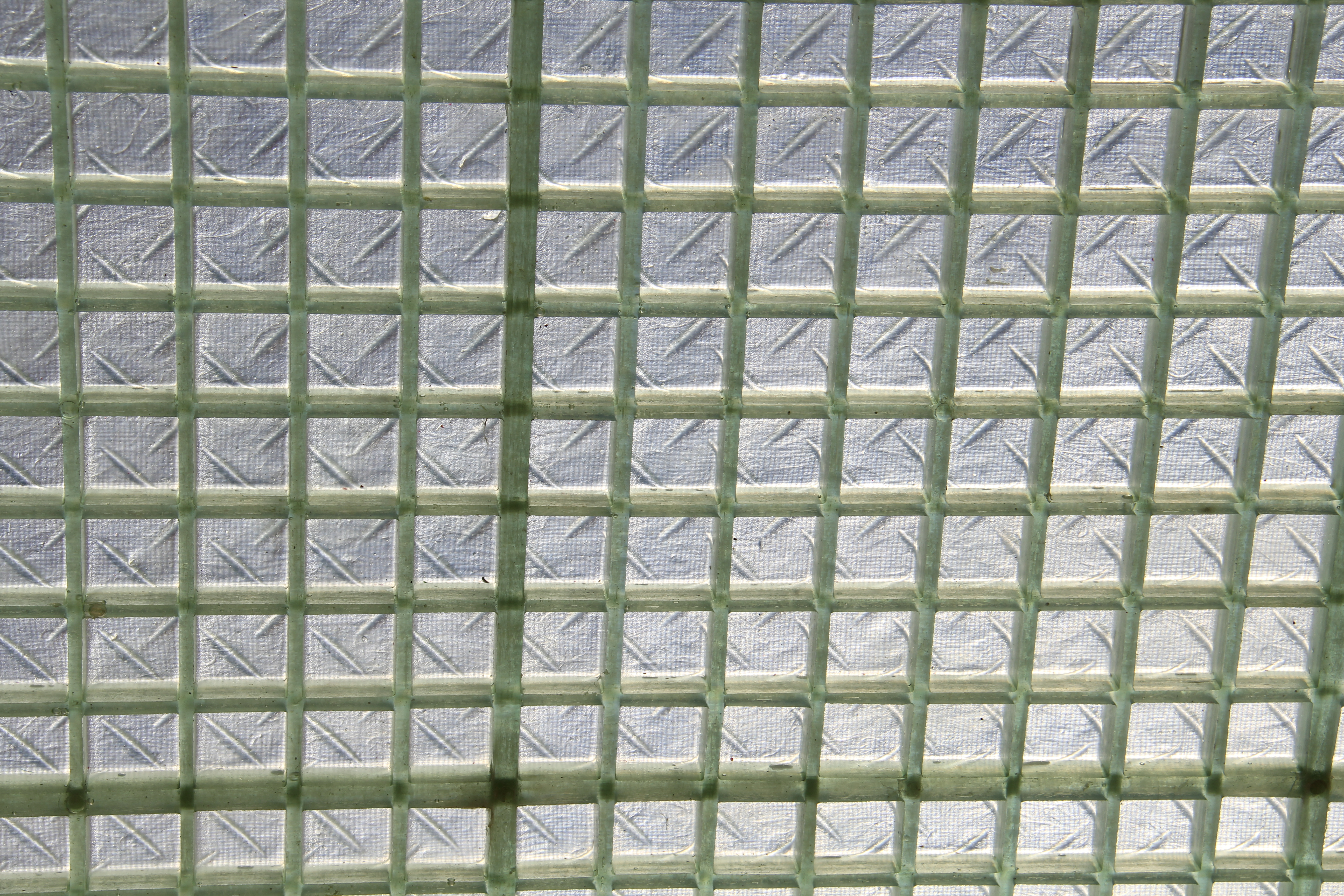